# Lista locurilor care au primit numele lui Tito
În timpul președinției lui Josip Broz Tito și în anii care au urmat morții sale în 1980, mai multe locuri din Republica Socialistă Federală Iugoslavia și din întreaga lume au fost numite sau redenumite în onoarea sa ca parte a cultului personalității. De la destrămarea Iugoslaviei, mai multe orașe și piețe din fosta națiune și-au schimbat numele. Numeroase străzi au fost, de asemenea, numite după Tito, atât în fosta Iugoslavie, cât și în altă parte, ca o onoare pentru un demnitar străin.

## Foste denumiri

### Muntenegru
- Titograd, 13 iulie 1946 –  2 aprilie 1992 – Podgorița

### Bosnia și Herțegovina
- Titov Drvar, 1981–1991 – Drvar, Cantonul 10, Federația Bosnia și Herțegovina

### Croația
- Titova Korenica,  5 decembrie 1945 – 7 februarie 1997 – Korenica

### Serbia
- Titovo Užice, 1946–1992 – Užice
- Titov Vrbas, 1983–1992 – Vrbas, Voivodina
- Titova Mitrovica, 1982–1992 - Kosovska Mitrovica, Kosovo i Metohija

### Slovenia
- Titovo Velenje, 10 octombrie 1981 –  17 iulie 1990 – Velenje

### Macedonia de Nord
- Titov Veles, 1946–1996 – Veles

### Kosovo
- Titova Mitrovica, 1981–1992 – Kosovska Mitrovica, Kosovo

## Lista locurilor care au primit numele luiTito

### Italia
- Nuoro: via Tito
- Palma di Montechiaro: via Tito
- Parma: via Josip Broz Tito
- Quattro Castella: via Maresciallo Tito
- Reggio Emilia: via Josip Broz Tito

### Tunisia
- Sousse: Marshal Tito Avenue

### Zambia
- Lusaka: Tito Road

## Asteroid
- 1550 Tito (descoperit de Milorad B. Protić)